# Марко Андрияши
Марко Андрияши е първият чужденец назначен за Никополски епископ и вторият, назначен за архиепископ на Софийско-Пловдивската архиепархия след Чипровското въстание.

## Биография
По произход Марко Андрияши е далматинец. Ръкоположен за свещеник през януари 1696 г. Няма информация кога е пристигнал в Българските земи. Номиниран е за епископ на 10 май 1717 г., а през юни същата година е и ръкоположен за такъв на Никополската епархия. На 20 декември 1723 г. е ръкоположен за архиепископ и е преместен в Пловдив като Софийско-Пловдивски архиепископ. Гръцкият патриарх наклеветява пред турците, че Андреяши и неговите свещеници готвят революция против властта. Така Андрияши не е могъл да се радва на спокойствие и в Пловдивско.
Поради войните с Австрия, във втората половина на 20-те години на ХVIII век били предприети повсеместни гонения срещу католическото духовенство, над което винаги тегнели подозрения на турските власти за сътрудничество със западните врагове на империята. Благодарение на едно предупредително писмо от Цариградския викарий, той е избягал в Родосто, а по-късно се отзовава в Дубровник и повече не се завръща в Пловдивско. Почти същата участ имат и неговите свещеници–чужденци. Само на Михаил Добромиров, като българин и турски поданик и на другаря му - отец Никола Тодоров са разрешили да се завърнат в Пловдив.
Няма данни за делата му в Дубровник.